# Aeroporto de Arapiraca
O Aeroporto de Arapiraca (IATA: APQ, ICAO: SNAL) é um aeroporto, localizado no município de Arapiraca, no estado de Alagoas. Situado a 101 quilômetros da capital Maceió. Atualmente é apenas um Aeroclube.

## Reforma
É um dos 270 novos aeroportos regionais do Brasil. E um dos dois do Estado de Alagoas. O outro é o de Maragogi. Segundo informação da Secretaria de Aviação Civil de junho de 2015, está na segunda fase da primeira etapa (de cinco).
Por não oferecer condições favoráveis que permitissem a reforma do aeroporto, foi preferível construir um novo aeroporto em um outro terreno, fora do perímetro urbano. O novo Aeroporto de Arapiraca será construído as margens da rodovia AL-120.